# Transylvania (saga de videojocs)
Transylvania va ser el nom d'una trilogia de videojocs d'ordinador alliberats per a diversos ordinadors domèstics en la dècada de 1980. Els jocs eren jocs d'aventura gràfics creats per Antonio Antiochia i produïts per Penguin Software/Polarware.
L'èxit del primer episodi va ser destacat, fins al punt que van sortir dues seqüeles.
Per tant, la trilogia es compon de:
- Transylvania, alliberat a partir de 1982 per a les plataformes mostrades anteriorment.
- Transylvania II: The Crimson Crown, alliberat el 1985-1986 aproximadament per a les mateixes plataformes que el primer episodi.
- Transylvania III: Vanquish The Night, alliberat el 1990 i publicat per Merit Studios Inc., creat per la col·laboració entre Antonio Antiochia i Veronika Slintak. Aquest tercer i últim episodi és l'únic que fa ús de l'àudio, incloses les veus mostrades. Fins i tot els gràfics van millorar, ja que utilitzen una paleta de 256 colors i una resolució més alta. Les úniques plataformes suportades són Apple IIGS i MS-DOS (aquest últim amb mode gràfic de VGA, MCGA i targeta de so Sound Blaster compatible).

## La trilogia

### Transylvania
Va ser alliberat per als microordinadors Apple II i Commodore 64, alliberat el 1982. El joc va ser rellançat per l'iPhone el 2009.
El jugador actua a través d'ordres escrites directament al teclat, però el joc té pantalles gràfiques de tipus estàtic que representen els entorns i els objectes i que corresponen a les descripcions textuals que es reporten immediatament a continuació.
El jugador interactua escrivint ordres simples de dues paraules del tipus "agafar ampolla" o simplement els punts cardinals nord, sud, est, oest, amunt, avall (simplificat a N, S, E, W, U, D) per passar d'un lloc a un altre. En les versions Amiga i Atari ST el ratolí també és compatible per donar algunes ordres bàsiques a través dels botons. El joc està en anglès, però també hi ha conversions en japonès per a ordinadors com el PC-98. Hi ha la possibilitat de desar la situació al disc.
La trama tracta que la princesa Sabrina va desaparèixer al bosc fosc i misteriós de Transsilvània. Vostè vol ser voluntari per rescatar-la.

### The Crimson Crown - Further Adventures in Transylvania
Va ser alliberat el 1985 sota el títol The Crimson Crown, a les mateixes plataformes que el seu predecessor. El joc fa que el jugador es posi en la recerca per derrotar un vampir màgic amb l'ajuda de la princesa Sabrina (que ara és una maga novell) i l'hereu al tron, el príncep Erik.

### Transylvania III - Vanquish the Night
Va ser alliberat el 1989 sota el títol Transylvania III: Vanquish The Night, aquest joc va ser llançat per Apple IIGS i PC. Utilitzava gràfics VGA (versió per a PC), puzzles més difícils i un extens vocabulari. El joc també tenia una veu digital i molts dels trencaclosques van comportar referències a la mitologia antiga. En aquest joc el jugador ha de vèncer a un malvat rei.

## Rebuda
El primer joc de la sèrie va ser ben rebut, apareixent al Billboard i les llistes de més venuts de Softalk a The Wall Street Journal en una llista de programari més venut. Va rebre un certificat de mèrit en la categoria de "Millors efectes audiovisuals de jocs d'ordinador de 1984" al 5è Premi Arkie. Es considera un dels millors exemples del gènere de jocs d'aventura. ANALOG Computing no li va agradar les versions d'Atari ST del primer i del segon joc, afirmant que "simplement no hi havia gaire història" i que l'edat ideal del jugador era un adolescent, no un adult. Malgrat això, però, a causa del seu baix preu i "excel·lents" valors de producció, gràfics i l'analitzador, la revista va recomanar els jocs per a aquells que buscaven aventures gràfiques per al ST.

## Llegat
Molts anys més tard, Penguin Software va llançar diverses sèries de jocs com a programari gratuït.
També després del final del suport oficial, un entusiasta va reconstruir una variant del codi font del motor de la saga de jocs per portar-lo a plataformes modernes.